# Казімерув (Великопольське воєводство)
Казімерув (пол. Kazimierów) — село в Польщі, у гміні Старе Място Конінського повіту Великопольського воєводства.
Населення — 262 особи (2011).
У 1975-1998 роках село належало до Конінського воєводства.

## Демографія
Демографічна структура станом на 31 березня 2011 року:
|          | Загалом | Допрацездатний вік | Працездатний вік | Постпрацездатний вік |
| -------- | ------- | ------------------ | ---------------- | -------------------- |
| Чоловіки | 129     | 30                 | 81               | 18                   |
| Жінки    | 133     | 43                 | 66               | 24                   |
| Разом    | 262     | 73                 | 147              | 42                   |